# Louis Varney
Pour les articles homonymes, voir Varney (homonymie).
 (décembre 2023).
Si vous disposez d'ouvrages ou d'articles de référence ou si vous connaissez des sites web de qualité traitant du thème abordé ici, merci de compléter l'article en donnant les références utiles à sa vérifiabilité et en les liant à la section « Notes et références ».
Louis Varney né le 30 mai 1844 à La Nouvelle-Orléans et mort le 20 août 1908 à Paris (9e arrondissement), est un compositeur français, spécialisé dans le registre de l'opérette.

## Biographie
Fils du chef d'orchestre, Alphonse Varney, qui dirigeait aux Bouffes-Parisiens et au Grand Théâtre de Bordeaux, ainsi qu'à La Nouvelle-Orléans, la saison d'opéra français, ce qui explique sa naissance dans cette ville. Alphonse Varney est également l'auteur de la musique du Chant des Girondins (parole d'Alexandre Dumas), hymne national français sous la Seconde République.
Louis étudie avec son père et, comme lui, devient chef d'orchestre. Il commence à composer tout en dirigeant au petit théâtre de l'Athénée-Comique, où il écrit des saynètes. Il réussit à faire produire avec succès une de ses compositions, Il Signor Pulcinella et des petits formats comme De bric et de broc (1876) En 1876. Louis Cantin, le directeur des Bouffes-Parisiens, lui propose alors de composer une opérette sur un livret de Paul Ferrier et Jules Prével, pris d'un vaudeville de Saint-Hilaire et Duport, intitulé L'habit ne fait pas le moine. Sous un nouveau titre Les Mousquetaires au couvent, l'opérette est présentée aux Bouffes-Parisiens, le 16 mars 1880, et connaît un grand succès.
Varney continue à composer jusqu'en 1905, une quarantaine d'opérettes, toutes d'une grande élégance dans l'écriture vocale, et témoignant d'un sens du théâtre de bon goût, s'apparentant parfois plus à l'opéra-comique.
De toutes ses œuvres, seule Les Mousquetaires au couvent, s'est maintenue au répertoire.
Il meurt en son domicile parisien au 58, rue Laffitte le 20 août 1908,. Il est inhumé au cimetière de Montmartre dans le caveau de famille, il repose avec ses parents (Alphonse Varney et Jeanne Aimée Andry), son épouse : Claire de Biarrote (mariage en janvier 1867 à Bordeaux), son fils : Jean Varney, le chansonnier, auteur de la Sérénade du Pavé ; sa fille : Nina Varney, cantatrice, Miguel de Aramburn, son neveu, et d'autres membres de la famille, la tombe (10e division) est très usée (elle n'a pas été reprise).
Louis Varney avait un frère, Édouard Varney, auteur dramatique, avec qui il collabora à Bordeaux et à Paris.

## Œuvres

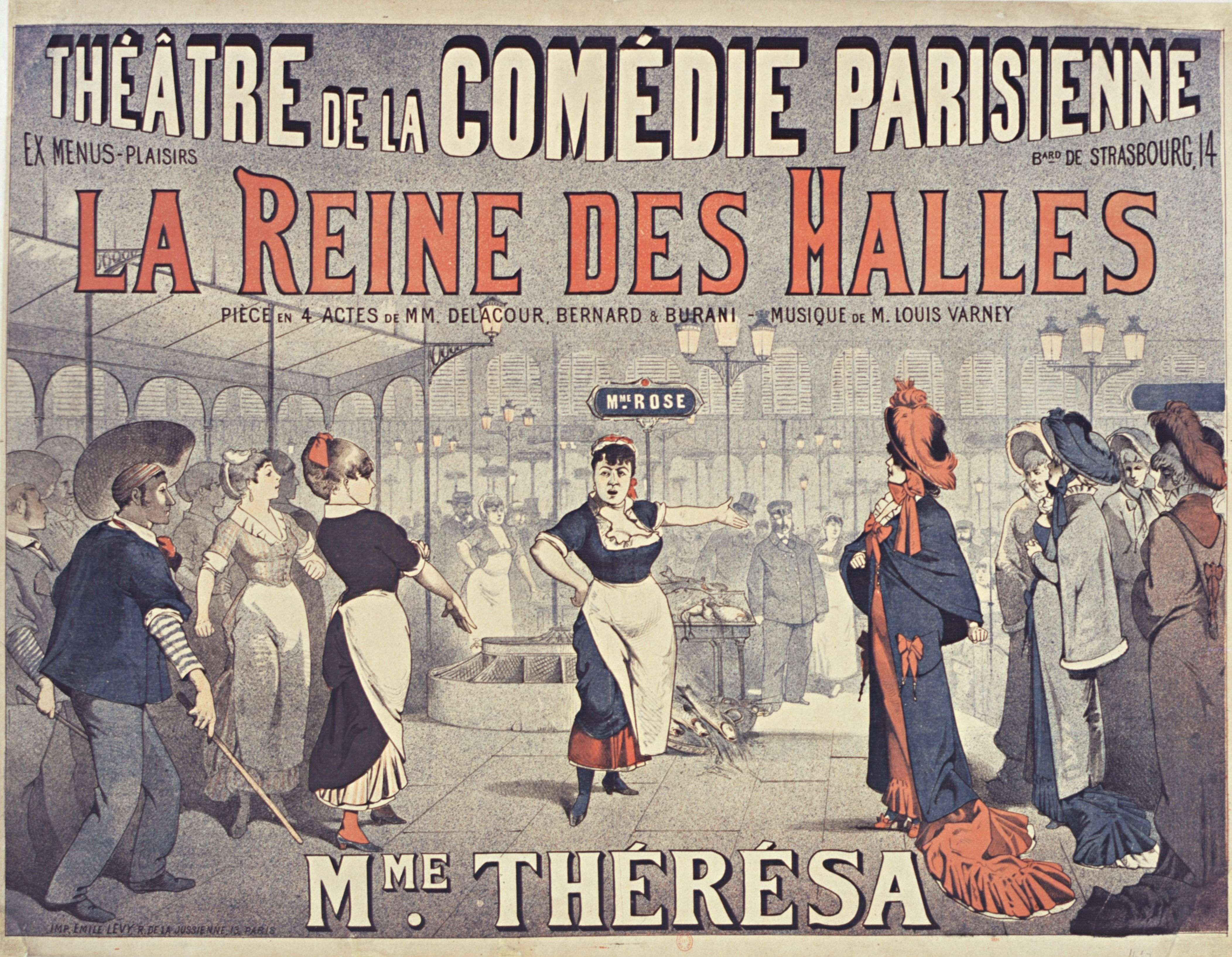
La Reine des Halles.

- De bric et de broc, revue sur un livret de Louis François Clairville et Armand Liorat, Paris, Athénée-Comique, 1876
- Il Signor Pulcinella, bouffonnerie musicale sur un livret de Frantz Beauvallet et Marc Leprévost, Paris, Athénée-Comique, 1879
- Babel revue, revue sur un livret de Paul Burani et Édouard Philippe, Paris, Athénée-Comique, 1879
- Les Amoureux de Boulotte, opérette sur un livret de Paul Albert et P. Calixte, Paris, Folies-Marigny, 1879
- Les Sirènes de Bougival, opérette sur un livret d'Amédée de Jallais, Paris, Alcazar, 1880
- Bric-à-brac, revue sur un livret de Félix Savard, et H. Monréal, Paris, Athénée-Comique, 1880
- Les Mousquetaires au couvent, opéra-comique sur un livret de Jules Prével et Paul Ferrier, Paris, Bouffes-Parisiens, 1881
- La Reine des Halles, opérette sur un livret d'Alfred Delacour, Victor Bernard et Paul Burani, Paris, Comédie Parisienne, 1882
- Coquelicot, opéra-comique sur un livret d'Armand Silvestre et des frères Cogniard, Paris, Bouffes-Parisiens (Choiseul), 1882
- La petite Reinette, opérette sur un livret de Charles Clairville fils et William Busnach, Bruxelles, Théâtre royal des Galeries, 1882
- Fanfan la Tulipe, opéra-comique sur un livret de Jules Prével et Paul Ferrier, Paris, Théâtre des Folies-Dramatiques, 1882
- Joséphine, scène d'Albert Millaud, Paris, Théâtre des Variétés, 1884
- Les petits mousquetaires, opéra-comique sur un livret de Jules Prével et Paul Ferrier, Paris, Folies-Dramatiques, 1887
- L'Amour mouillé, opéra-comique sur un livret de Jules Prével et Armand Liorat, Paris, Théâtre des Nouveautés, 1887
- Dix jours aux Pyrénées, opérette sur un livret de Paul Ferrier, Paris, Gaîté-Lyrique, 1888
- Divorcée, opérette sur un livret de Paul Toché, Casino de Cabourg, 1888
- La Japonaise, opéra bouffe sur un livret d’Émile de Najac et Albert Millaud, Paris, Variétés 1889
- La Vénus d’Arles, opéra-comique sur un livret de Paul Ferrier et Armand Liorat, Paris, Nouveautés 1889
- Riquet à la houppe, féerie sur un livret de Paul Ferrier et Charles Clairville, Paris, Folies-Dramatiques, 1890
- La Fée aux chèvres, opérette sur un livret de Paul Ferrier et Albert Vanloo, Paris, Gaîté, 1891
- La Fille de Fanchon la Vielleuse, opéra-comique sur un livret d'Armand Liorat, William  Busnach, Jules Prével et A. Fonteny, Paris, Folies-Dramatiques, 1892
- La Femme de Narcisse, opérette sur un livret de Fabrice Carré, Paris, Théâtre de la Renaissance, 1892
- La Tournée Ernestin, vaudeville sur un livret de L. Gandillot, Paris, Théâtre de Cluny, 1892
- Le Brillant Achille, vaudeville sur un livret de Charles Clairville fils et Fernand Beissier, Paris, Renaissance 1892
- Miss Robinson, opérette sur un livret de Paul Ferrier,  Paris, Folies-Dramatique, 1892
- Cliquette, opérette sur un livret de William  Busnach, Paris, Folies-Dramatique, 1894
- Les Forains, opérette sur un livret de Maxime Boucheron et Antony Mars, Paris, Bouffes-Parisiens, 1894
- La Fille de Paillasse, opéra-comique sur un livret d'Armand Liorat et Louis Leloir, Paris, Folies-Dramatiques, 1895
- Les Petites brebis, opérette sur un livret d'Armand Liorat, Paris, Théâtre de Cluny, 1895
- La Belle épicière, opérette sur un livret de Pierre Decourcelle et Henri Kéroul (Henri), Paris, Bouffes-Parisiens, 1896
- La Falote, opérette sur un livret d'Armand Liorat et Maurice Ordonneau, Paris, Folies-Dramatiques, 1896
- Le Papa de Francine, opérette sur un livret de Victor de Cottens et Paul Gavault, Paris, Théâtre de Cluny, 1897
- Le Pompier de service, opérette sur un livret de Victor de Cottens et Paul Gavault, Paris, Variétés, 1897
- Pour sa couronne, fantaisie sur un livret de Fordyce, Paris, Bouffes-Parisiens, 1898
- Les Demoiselles des Saint-Cyriens, opérette sur un livret de Victor de Cottens et Paul Gavault, Paris, Théâtre de Cluny 1898
- Le Tour du bois, fantaisie sur un livret de Jules Oudot et Henri de Gorsse, Paris, Variétés 1898
- Les Petites Barnet, opérette sur un livret Paul Gavault, Paris, Variétés, 1899 lire en ligne sur Gallica
- La Voie lactée, opérette sur un livret de Victor de Cottens et Paul Gavault, Paris, Variétés, 1900
- Le Fiancé de Thylda, opérette sur un livret de Victor de Cottens et Robert, Paris, Théâtre de Cluny, 1900
- Frégolinette, opérette sur un livret de Victor de Cottens, Paris, Théâtre des Mathurins, 1900
- Les Refrains d’Offenbach, scène sur un livret de L. Gandillot, Paris, Ministère de l’Intérieur, 1900
- Mademoiselle, opérette sur un livret de Victor de Cottens et Pierre Veber, Paris, Variétés, 1900
- On liquide, revue sur un livret de Paul Gavault et Eugène Héros, Paris, Bataclan, 1902
- La Princesse Bébé, opérette sur un livret de Pierre Decourcelle  et Georges Berr, Paris, Nouveautés, 1902
- Le Voyage avant la noce, opérette sur un livret de Victor de Cottens et Robert Charvay, Paris, Trianon-Concert, 1902
- Le Chien du régiment, opérette sur un livret de Pierre Decourcelle, Paris, Gaîté, 1905
- L'Age d’Or, féerie de Georges Feydeau et Maurice Desvallières, Paris, Variétés, 1916

## Sources, bibliographie
- Florian Bruyas, Histoire de l’opérette en France, Vitte éditeur
- Roger Buyr, L’Opérette, coll. « Que sais-je ? », PUF. Nouvelle édition : Jacques Rouchouse, L’Opérette, PUF, coll. « Que sais-je ? » No 1006, 1999,   (ISBN 2-13-0500730).
- Benoît Duteurtre, L'Opérette en France, Seuil, 1997
- Louis Oster et Jean Vermeil, Guide raisonné et déraisonnable de l'opérette et de la comédie musicale, Fayard, 2008,  (ISBN 978-2-213-63765-5)
- (en) Richard Traubner, Operetta: a Theatrical History, Routledge, Inc., 2003,  (ISBN 978-0-415-96641-2)
- Le guide de l'opéra, R. Mancini et J-J. Rouveroux, Fayard, 1986,  (ISBN 2-213-01563-5)
- Discours de Paul Gavault aux obsèques de Louis Varney, cimetière Montmartre « Annuaire de la Société des auteurs et compositeurs dramatiques » page 1127
- Nécrologie de Louis Varney « Le Magasin pittoresque » 1908, page 130
- Biographie de Jean Varney « Montmartre et ses chansons : poètes et chansonniers ; Léon de Bercy ; 1902 » page 73